# Cúp quốc gia Wales 1962–63
Cúp quốc gia Wales FAW 1962–63 là mùa giải thứ 76 của giải đấu bóng đá loại trực tiếp hàng năm dành cho các đội bóng ở Wales.

## Từ viết tắt
Tên giải đấu nằm sau tên các câu lạc bộ.
- CCL - Cheshire County League
- FL D2 - Football League Second Division
- FL D3 - Football League Third Division
- FL D4 - Football League Fourth Division
- SFL - Southern Football League
- WLN - Welsh League North

## Vòng Năm
Vòng này có sự tham gia của 10 đội thắng ở vòng Bốn và 6 đội mới.
| Số thứ tự trận | Đội nhà         | Tỉ số | Đội khách       |
| -------------- | --------------- | ----- | --------------- |
| 1              | Wrexham (FL D3) | 1–0   | Chester (FL D4) |

## Bán kết
Borough United và Hereford United thi đấu ở Wrexham, Newport County và Swansea Town thi đấu ở Cardiff.
| Số thứ tự trận | Đội nhà                | Tỉ số | Đội khách             |
| -------------- | ---------------------- | ----- | --------------------- |
| 1              | Borough United (WLN)   | 1–0   | Hereford United (SFL) |
| 2              | Newport County (FL D4) | 1–0   | Swansea Town (FL D2)  |

## Chung kết
| Số thứ tự trận | Đội nhà                | Tỉ số | Đội khách              |
| -------------- | ---------------------- | ----- | ---------------------- |
| 1              | Borough United (WLN)   | 2–1   | Newport County (FL D4) |
| 1              | Newport County (FL D4) | 0–0   | Borough United (WLN)   |